# 大裕路
大裕路（Dayu Rd.）為高雄市三民區的南北向道路，北起於金鼎路，南止於大昌一路，是金獅湖風景區的周邊道路。

## 行經行政區域
- 三民區

## 沿線設施
（由南至北）
- Curves高雄大昌店
- 全家便利商店高雄大興店
- 7-ELEVEN新本館門市
- 大裕路籃球場
- 高雄大裕大豐停車場
- 全家便利商店高雄新裕店
- 小北百貨高雄大裕店
- 貓狗大棧寵物百貨高雄明誠店
- 高雄市立三民高級中學
- 高雄市環保局中區資源回收廠回饋游泳館

## 公共自行車
- 高雄市公共自行車租賃系統：
  - 三民高中東側：大裕路/明誠一路口西北側
  - 本和公園：大裕路/大和街(西北側)
  - 大裕昌富街口：大裕路/昌富街口東北側

## 相關連結
- 高雄市主要道路列表